# Antología (álbum de Jorge González)
Antología es el segundo álbum recopilatorio del cantautor y exlíder de Los Prisioneros, Jorge González. Fue lanzado el 17 de diciembre de 2017 por Música y Entretenimiento en formato de descarga digital y en formato físico.
Además de incluir éxitos de su carrera como solista, el recopilatorio incluye dos canciones inéditas y dos canciones que no aparecen en ninguno de los álbumes de estudio de González. El álbum es, también, su último lanzamiento discográfico luego de anunciar su retiro de los escenarios tras su accidente cerebrovascular en el año 2015.

## Antecedentes y lanzamiento
La producción del álbum comenzó en diciembre de 2015. En septiembre de 2017 se dio a conocer el primer sencillo del álbum, Gracias, canción dedicada a su expareja, Daniela Valenzuela, y grabada en el año 2016. La canción fue anunciada como la última canción de su carrera.
Meses más tarde, en noviembre de 2017, se dio a conocer la portada y la fecha de lanzamiento del álbum.
Finalmente, se lanzó en formato físico y en formato digital durante el mes siguiente. El formato físico consistía en dos discos e incluía un prólogo a cargo de un periodista y subeditor de espectáculos del medio local La Tercera, que analiza la trayectoria de González en solitario e introduce la lista de canciones.
En mayo de 2018, Música y Entretenimiento lanzó Antología en formato disco de vinilo. Esta versión excluye las canciones: "Me pagan por rebelde", "El futuro se fue", "Allende vive", "Ámate" y "Ex-adicto". Debido a un error de fábrica, la canción A1 "Fe" no aparece en el disco aun estando presente en la contraportada como el primer track del álbum.

## Lista de canciones

#### Disco 1
Todas las canciones escritas y compuestas por Jorge González, excepto donde se indique. 
| N.º   | Título                                                | Del álbum                                          | Duración |  |
| 1.    | «Fe»                                                  | Jorge González, 1993                               | 4:42     |  |
| 2.    | «Me pagan por rebelde»                                | Mi destino, 1999                                   | 4:30     |  |
| 3.    | «Esta es para hacerte feliz»                          | Jorge González, 1993                               | 4:22     |  |
| 4.    | «Esas mañanas»                                        | Jorge González                                     | 2:57     |  |
| 5.    | «Quien canta su mal espanta»                          | El futuro se fue, 1994                             | 2:23     |  |
| 6.    | «Más palabras»                                        | Jorge González                                     | 5:51     |  |
| 7.    | «El futuro se fue»                                    | El futuro se fue                                   | 5:52     |  |
| 8.    | «Mi casa en el árbol»                                 | Jorge González                                     | 4:14     |  |
| 9.    | «Culpa»                                               | El futuro se fue                                   | 3:29     |  |
| 10.   | «Allende vive (Y yo sé dónde (Y no les voy a decir))» | Mi destino                                         | 6:30     |  |
| 11.   | «Carita de gato»                                      | Mi destino                                         | 4:21     |  |
| 12.   | «Necesito poder respirar» (Albert Hammond)            | Mi destino                                         | 4:23     |  |
| 13.   | «Pobrecito mortal» (Florcita Motuda)                  | Publicada en 2011 pero no incluida en ningún disco | 4:19     |  |
| 14.   | «Estrechez de corazón (En vivo)»                      | Corazones en vivo                                  | 7:01     |  |
| 64:51 |                                                       |                                                    |          |  |

#### Disco 2
Todas las canciones escritas y compuestas por Jorge González, excepto donde se indique. 
| N.º   | Título | Del álbum | Duración |  |
| 50:29 |        |           |          |  |

## Edición en vinilo

#### Disco 1
| Lado A |                              |          |  |
| N.º    | Título                       | Duración |  |
| 1.     | «Fe»                         | 4:42     |  |
| 2.     | «Esta es para hacerte feliz» | 4:28     |  |
| 3.     | «Esas mañanas»               | 2:55     |  |
| 4.     | «Quien canta su mal espanta» | 2:22     |  |
| 5.     | «Más palabras»               | 5:51     |  |
| 6.     | «Necesito poder respirar»    | 4:32     |  |
| 24:19  |                              |          |  |

| Lado B |                        |          |  |
| N.º    | Título                 | Duración |  |
| 7.     | «Mi casa en el árbol»  | 4:13     |  |
| 8.     | «Culpa»                | 3:27     |  |
| 9.     | «Carita de gato»       | 4:21     |  |
| 10.    | «Pobrecito mortal»     | 4:18     |  |
| 11.    | «Estrechez de corazón» | 7:01     |  |
| 23:20  |                        |          |  |

#### Disco 2
| Lado A |                            |          |  |
| N.º    | Título                     | Duración |  |
| 1.     | «Gracias»                  | 2:12     |  |
| 2.     | «Nada es para siempre»     | 3:06     |  |
| 3.     | «Corazones rojos»          | 3:54     |  |
| 4.     | «Acaso quieres venir»      | 4:40     |  |
| 5.     | «Es muy tarde»             | 4:03     |  |
| 6.     | «Hay que creer»            | 2:49     |  |
| 7.     | «Una noche entera de amor» | 3:09     |  |
| 23:49  |                            |          |  |

| Lado B |                          |          |  |
| N.º    | Título                   | Duración |  |
| 8.     | «Tren al sur»            | 6:47     |  |
| 9.     | «La cumbia triste»       | 5:12     |  |
| 10.    | «Nunca te haría daño»    | 2:56     |  |
| 11.    | «Trenes, trenes, trenes» | 2:51     |  |
| 12.    | «Algo de ti»             | 2:53     |  |
| 20:09  |                          |          |  |

## Recepción comercial
En abril de 2018, el fanpage de Jorge González compartió dos fotografías con la descripción "Disco de oro por "Antología" [Abril, 2018]", premio que reconoce las más de 20.000 unidades vendidas.